# Kurhessische Gesetzessammlung
Kurhessische Gesetzessammlung ist der Oberbegriff für
- die Sammlung von Gesetzen, Verordnungen, Ausschreiben und anderen allgemeinen Verfügungen für die kurhessischen Staaten. von 1813 bis 1819 und
- die Sammlung von Gesetzen, Verordnungen, Ausschreiben und anderen allgemeinen Verfügungen für Kurhessen von 1820 bis 1866 (meist jedoch kurz: Sammlung von Gesetzen etc. für Kurhessen, abgekürzt: Gesetz-Sammlung).

Sie fasst die Gesetze und Verordnungen sowie ähnliche Bestimmungen des Kurfürstentums Hessen zusammen, die Regierung und Verwaltung für publikumsrelevant hielten und veröffentlichten. Nur wenige Bestimmungen sind noch heute gültig. Eine amtliche Zitierweise gab es nicht. Später, insbesondere nach der Annexion durch Preußen 1866 übernahm man häufig die Zitierweise für die preußische Gesetzsammlung (Titel des Gesetzes mit Datum des Erlasses der Vorschrift, später auch das Verkündungsdatum und anschließend in Klammern die Angabe GS und die Seitennummer).
Am 31. Dezember 1866 hörte das für das ehemalige Kurfürstenthum Hessen bestehende Blatt zu erscheinen auf. Nachfolger des Gesetzblattes in der neuen preußischen Provinz Hessen-Nassau war das Amts-Blatt für Hessen.